# Жити заборонено. Голодомор в Україні 1932—1933 років (фільм)
«Жити заборонено» (2005 рік) — короткометражний, історично-документальний фільм, устами істориків та очевидців про події голодомору в Україні 1932—1933 років.
Ідея записати спогади свідків жахливих реалій того часу, прийшла Валентині Борисенко — доктору історичних наук, яка також взяла участь у зніманні. Із інтерв'ю Валентини: «Ніхто так добре ніколи не розкаже, як той, хто сам пережив голод».
Стрічка знята режисерами Тимуром Підлісним та Володимиром Кузнецовим по сценарію Віктора Підлісного.

## Про фільм
В основі сюжету розповіді реальних історій героїв, переживших страшні часи, організованого радянською владаю голодомору, про що безпосередньо свідчать спогади тих, хто вижив, та представлені у стрічці офіційні документи з історичних джерел.
С уст очевидців та істориків голод 1932—1933 років, був класичним прикладом геноциду, масовим злочином радянської влади, який забрав життя мільйонів, загалом близько 40 % сільського населення.
Свідки один за одним, бачивши все на власні очі, розповідають подібні історії виживання, не стримуючи сліз: про те як представники сталінської влади нещадно вигрібали весь зібраний урожай, до зернини; про те, як каралися ті, хто намагався сховати будь-яку їжу (не тільки хліб) продовольчими штрафами та податками; про те, що їли  гнилу картоплю, лободу, кропиву, дохлу худобу, собак та котів; про те, як ховали знесилених и виснажених голодом людей напівживими в загальну яму…
По при те, що в резервах влада мала значні запаси зерна, люди пухли від голоду, вимираючи цілими сім'ями, в той час, як зібраний урожай успішно експортували за кордон.  Виїзд голодуючих за межі країни блокувався, як і гуманітарна допомога. Шансів вижити у людей не було, останній насильно відбирали — «Жити заборонено».
Болючі коментарі свідків переривають фрагменти фільму Олеся Янчука «Голод-33», а також інтерв'ю істориків, які діляться вивченим, підводять підсумки і закликають народ пам'ятати історію наших предків, тим самим вшановуючи пам'ять жертв голодомору.

## Ролі
Свої історії розповіли:
- Марія Жукова (1925 р. н.), с. Високопілля Харківська обл.,
- Ганна Маслянчук (1922 р. н.), с. Селище Вінницької обл.,
- Олександра Миколюк (1915 р. н.), с. Селище Вінницької обл.,
- Ганна Мазурик (1911 р. н.), с. Селище Вінницької обл.,
- Михайло Лоха (1922 р. н.), с. Єрківці Черкаської обл.,
- Надія Луцишина (1921 р. н.), с. Крищинці Вінницької обл.,
- Григорій Мазуренко (1921 р. н.), с. Семенівка Київської обл.,
- Надія Овчарук (1920 р. н.), с. Селище Вінницької обл.,
- Любов Орлюк (1918 р. н.), с. Ситняки, Київської обл.,
- Галина Ковтун (1918 р. н.), с. Піщане, Черкаської обл.,
- Віра Олійник (1920 р. н.), с. Ситняки Київської обл.,
- Яків Зубар (1918 р. н), с. Ситняки Київської обл.,
- Василь Кулик (1919 р. н.), с. Людвинівка Київської обл.,
- Віктор Михалевський (1930 р. н.), с. Литвинівка Черкаської обл.,
- Ганна Комлик (1920 р. н.), с. Людвинівка Київської обл.,
- Мотря Сліпачук (1918 р. н.), с. Вишенки Черкаської обл.,
- Марія Титарчук (1927 р. н.), с. Житники Черкаської обл.,
- Василь Ковбасюк (1918 р. н.), с. Житники Черкаської обл.,
- Ганна Молокоїд (1925 р. н.), с. Фасова Київської обл.,
- Марія Сухомлин (1922 р. н.), с. Людвинівка Київської обл.,
- Ганна Демен (1917 р. н.), с. Єрківці Черкаської обл.

Коментарі:
- Валентина Борисенко
- Володимир Сергійчук
- Левко Лук'яненко
- Олеся Стасюк

## Виробництво
Фільм створений за сприяння Голови наглядової ради міжнародного фонду «Україна 3000» К. М. Ющенко. У проекті використані матеріали Центрального державного кінофотофоноархіву ім. Г. С. Пшеничного та фрагменти фільму Олеся Янчука «Голод-33». Телерадіокомпанія «Терра-ТВ», 2005 рік.

## Музика
Пісню «Сік Землі» Володимира Толмачова на слова Володимира Вихруща виконала Ніна Матвієнко.